# Sandra Smisek
Sandra Smisek (Frankfurt am Main, 3 de julho de 1977) é uma ex-futebolista alemã. Foi medalhista olímpica pela seleção de seu país.

## Carreira
Kerstin Stegemann integrou o elenco da Seleção Alemã de Futebol Feminino, nas Olimpíadas de 1996 e 2008. 